# Cal Ros Barber
Cal Ros Barber és una obra de Sant Cugat del Vallès (Vallès Occidental) protegida com a Bé Cultural d'Interès Local.

## Descripció
Edifici que inicialment fou un habitatge amb tenda a la planta baixa enfront de la porxada. Ha estat objecte de moltes reformes, la major de les quals fou la formació d'un cos allargassat d'habitatges i locals independents els quals eren accessibles des del carrer Sallès, on es formà un retranqueig de façana coincidint amb el que era el límit o façana posterior de l'antiga casa amb l'eixida que arriba fins al carrer de l'Hospital.
Destaquen els arcs de punt rodó, de totxo a sardinell sobre basament de pedra, que forma la porxada tant de la plaça Pere San com del carrer Sallés, els quals, possiblement, són datables al segle xviii. L'arcada del carrer Sallés forma el final de la porxada. La façana de la plaça, en la planta primera té un balcó central de tipus tradicional, tant pel que fa al motllurat i brancals o llinda de la balconera com per la serralleria. La composició històrica que forma el conjunt en l'angle o aresta del carrer Sallès és accentuat per la mateixa aresta formada amb cairons de pedra de Campanyà, que podrien indicar un origen més noble i antic d'aquesta casa amb relació a la resta de la porxada.
En la façana del carrer Sallès s'ha de distingir entre la part de dalt o sud, que correspon a l'antiga casa i la part de baix o nord que correspon a l'antiga eixida edificada. En el tram nord l'edificació no està protegida, igual que la resta de la façana del carrer Sallès excepte pel que fa al nivell C corresponent a les finestres amb brancals i llindes de pedra. La façana de la plaça inclosa la part de dalt de la façana del carrer Sallés es protegeix amb el nivell B.
El remat de coronament és un afegit recent que substitueix a un anterior al ràfec i barana de terrat amb balustrades de morter moldejat.

## Història
Cal Ros Barber o cal Barraca foren dos renoms amb els quals fou coneguda aquesta casa.
Segons Joan Auladell, un document medieval esmenta que l'any 1417, a sota la porxada s'hi varen reunir el batlle i altres persones per decidir que calia fer amb l'església romànica de Sant Pere d'Octavià.